# Antoni Dymski
Antoni Dymski (ur. ok. 1157 w Niżnym Nowogrodzie, zm. 24 czerwca 1224 w okolicach Tichwinu) – święty mnich prawosławny.

## Życiorys
W młodości postanowił wstąpić do monasteru i został uczniem duchowym innego późniejszego świętego prawosławnego, Warłaama Chutyńskiego. Będąc mnichem miał odbyć pielgrzymkę do Konstantynopola i do Ziemi Świętej. Umierając, mnich Warłaam wyznaczył go na nowego przełożonego stworzonego przez siebie klasztoru. Antoni odmówił jednak, gdyż pragnął rozpocząć życie pustelnicze. Zamieszkał na obrzeżach miasta Tichwin, nad Jeziorem Dymnym. Również tam zaczęli gromadzić się wokół niego uczniowie; tak powstał kolejny monaster.
Funkcję przełożonego klasztoru pełnił do końca życia. Zmarł 24 czerwca 1224 i został pochowany na jego terenie. W 1330 jego grób został rozkopany, a zakonnicy ogłosili odkrycie doskonale zachowanych szczątków. Przy grobie Antoniego miały mieć miejsce liczne cuda.